# Loup rouge (folklore)
Pour l’article homonyme, voir Loup rouge.
Le loup rouge ou chien rouge, parfois nommé par erreur loup-garou, est une créature fantastique mentionnée dans le folklore des Deux-Sèvres. Il se distingue des loups normaux par sa couleur inhabituelle et s'en prend aux troupeaux mais jamais à l'homme.